# Coll de Finestrelles
El coll de Finestrelles és un coll situat a 2.604,9 m que es troba a la frontera entre el Ripollès, a Catalunya, i l'Alta Cerdanya, des del 1659 annexada a França.
Jacint Verdaguer i Santaló en la seva obra Canigó, Cant IV, canta el coll:
| « | De puig en puig pel coll de Finestrelles s'enfilen de Puigmal a l'alta cima; tota la terra que el meu cor estima des d'ací es veu en serres onejar: Olot i Vic, Empúries i Girona, i allà, en lo cor de l'espanyola Marca, lo Montserrat, de quatre pals com barca que d'Orient la Perla ens ve a portar. | » |

El 1978, després de la transició democràtica, la ciutat de Barcelona va rebatejar l'antiga Plaza Veintinueve de Octubre, que commemorava la fundació del partit feixista Falange Española, en plaça del Coll de Finestrelles.